# Katharina Förster
Katharina Förster (* 6. November 1988) ist eine deutsche Freestyle-Skierin.
Als Kind einer Filipina und eines Deutschen wuchs Katharina Förster zusammen mit neun Brüdern in Ellhofen im Allgäu auf. Das Skifahren erlernte sie im Alter von drei Jahren. Ihr erster Verein war der TSV Ellhofen, wechselte dann später zur RG Weiler-Simmerberg. Bis zu ihrem zwölften Lebensjahr fuhr Katharina Förster alpine Skirennen. Durch ihre Brüder entdeckte sie das Buckelpistenfahren. Im Jahr 2000 qualifizierte sie sich erstmals für die deutschen Meisterschaften im Ski-Freestyle Buckelpistenfahren. Katharina Förster feierte 2005 ihr Weltcup-Debüt Von 2005 bis 2008 und 2013 wurde sie deutsche Meisterin im Buckelpistenfahren und gewann 2014 einen Europacup. Mit der Einstellung der Förderung von Ski-Freestylern durch den DOSB verlor sie ihre Stelle als Sportsoldatin im August 2017. Bei den Olympischen Winterspielen 2018 in Pyeongchang schied sie in der Ersten Finalrunde aus. Die Reise zu den Weltcups und zu den Olympischen Spielen hatte Katharina Förster aufgrund der gestrichenen Förderung selbst bezahlt.